# Danses valaques
Danses valaques, JW VI/4 (en txec Valašské tance), és una composició per a orquestra escrita per Leoš Janáček entre el 21 de febrer de 1889 i el 16 d'abril de 1891.
Són 9 arranjaments de danses tradicionals per a orquestra, que no estan publicada com a grup, però s'han utilitzat en diverses obres posteriors:
1. Tanz aus Čeladná [Čeladenský]
2. Schmiedetanz [Dymák]
3. Der Pelz [Kožich]
4. Sägetanz [Pilky]
5. Der Gesegnete [Požehnaný]
6. Der Altertümliche I [Starodávný I]
7. Der Altertümliche IIa [Starodávný IIa]
8. Der Altertümliche IIb [Starodávný IIb]
9. Lachischer Trojak [Troják lašský]